# Mustafá IV
Mustafá IV (Turco otomano: مصطفى رابع Muṣṭafā-yi rābi‘) (Constantinopla, 8 de setembro de 1779 – Constantinopla, 17 de novembro de 1808) foi um sultão do Império Otomano, filho de Abdulamide I (1774 – 1789), que reinou desde 1807 a 1808 no seu país. Sucedeu Selim III e o seu sucessor foi Mamude II, seu irmão.

## As origens
Filho do sultão Abdulamide I de uma de suas consortes, Sineperver Cadim, Mustafá nasceu em Constantinopla. Sua mãe ficou responsável por sua educação, mas Mustafá preferiu passar a vida nos prazeres mundanos em vez de se concentrar nos estudos.

## O reinado

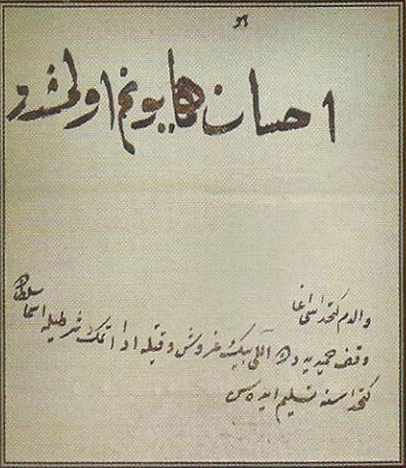
Uma assinatura de Mustafá.

Durante o reinado de seu primo, o reformista Selim III (1789-1807), Mustafá gozou dos favores do sultão. No entanto, quando os janízaros se rebelaram contra Selim III, Mustafá o traiu e os apoiou, que depuseram Selim e o declararam o novo governante. Mas o apoio a Selim III não desapareceu e, em 1808, um exército, sob a liderança de Mustafá Bairaquedar, marchou em direção a Istambul para restaurá-lo ao trono. Em resposta, Mustafá IV ordenou a execução de Selim III e seu próprio irmão, Mamude: isso teria feito de Mustafá IV o único homem sobrevivente da linha real.e, portanto, ele esperava, neutralizaria a rebelião eliminando quaisquer outros candidatos legítimos ao trono. Selim III foi morto e seu corpo jogado em escárnio contra o exército rebelde, mas Mustafá IV foi deposto e substituído por seu irmão Mamude II (1808-1839), que escapou da execução escondendo-se, que o condenou à morte em 17 de novembro.